# Resolució 1151 del Consell de Seguretat de les Nacions Unides
La Resolució 1151 del Consell de Seguretat de les Nacions Unides fou adoptada per unanimitat el 30 de gener de 1998. Després de recordar anteriors resolucions sobre Israel i el Líban incloses les resolucions 501 (1982), 508 (1982), 509 (1982) i 520 (1982), així com estudiar l'informe del Secretari General Boutros Boutros-Ghali sobre la Força Provisional de les Nacions Unides al Líban (UNIFIL) aprovada en la Resolució 426 (1978), el Consell va decidir prorrogar el mandat de la UNIFIL per un període de sis mesos fins al 31 de juliol de 1998.
El Consell llavors va reemfatitzar el mandat de la Força i va demanar al secretari general que mantingués negociacions amb el govern del Líban i altres parts implicades en l'aplicació de les resolucions 425 (1978) i 426 (1978) i que informés al respecte.
Fou condemnada tota violència contra la UNIFIL i es va instar a les parts a aturar els atacs contra la Força. El secretari general Kofi Annan va informar que s'havia incrementat la tensió a la regió, amb 34 baixes en comparació amb 9 en el període anterior de presentació d'informes; també havia registrat 249 operacions o atacs contra les Forces de Defensa d'Israel i l'Exèrcit del Sud del Líban. Es van estimular més estalvis d'eficiència sempre que no afectessin la capacitat operativa de l'operació.